# Alfred Adler
Alfred Adler (ur. 6 lutego 1870 w Penzing, zm. 28 maja 1937 w Aberdeen) – austriacki psychiatra, psycholog i pedagog, twórca psychologii indywidualnej.

## Życiorys
Urodził się w wiedeńskiej dzielnicy Penzing (lub Rudolfsheim), w austriackiej rodzinie żydowskiej z niższej klasy średniej, nie przestrzegającej zasad religijnych i zasymilowanej etnicznie, jako syn kupca zboża Leopolda Adlera i Pauline Beer. Wydaje się, że śmierć bliskiego młodszego brata we wczesnym dzieciństwie i jego własne otarcie się o śmierć z powodu choroby w następnym roku, w wieku 5 lat, zainspirowały go do zainteresowania karierą medyczną. Wychowywał się w Wiedniu. Jako przeciętny student uczęszczał do kilku wiedeńskich szkół prywatnych, a jesienią 1888 r. rozpoczął studia na Uniwersytecie Wiedeńskim.
Adler wyspecjalizował się w przedmedycznym programie nauczania i uzyskał dyplom lekarza na Uniwersytecie Wiedeńskim w listopadzie 1895 r. Podczas szkolenia akademickiego Adler, jako cel swojej kariery w medycynie wybrał pracę kliniczną z pacjentami, a nie badania naukowe. Socjalizm przyciągnął go w latach studenckich i chociaż nigdy nie był przywódcą politycznym Uniwersytetu Wiedeńskiego, działał w studenckiej lidze socjalistycznej. Na jednym ze spotkań, na początku 1897 r., poznał Raissę Timofiejewnę Epstein, żydowsko-rosyjską feministkę i socjalistkę, która miała zamożnych krewnych w rosyjskim handlu drewnem. Pobrali się w Smoleńsku w listopadzie 1897 r. i mieli czworo dzieci.
W latach 1902–1911 był kolegą i współpracownikiem Zygmunta Freuda. W 1911 r. odrzucił jego koncepcję dominanty seksualnej i wystąpił z ruchu psychoanalitycznego, tworząc własną teorię osobowości. Podczas I wojny światowej Adler służył w armii austriackiej jako lekarz, a po jej zakończeniu kierował Kliniką Psychiatryczną w Wiedniu (1920–1925). Otworzył szereg poradni wychowawczo-klinicznych dla dzieci. W 1924 r. przeniósł się na stałe do USA i od 1929 r. był profesorem Uniwersytetu Columbia w Nowym Jorku.
Według Adlera człowiek od wczesnych lat dzieciństwa przeżywa – z powodu swoich braków – poczucie małej wartości, które kompensuje dążeniem do przewagi i mocy nad innymi. Ta świadomość własnych braków oraz potrzeba kompensacji wpływa na kształtowanie się jeszcze w dzieciństwie indywidualnego planu życiowego, który wyznacza ideały i kierunki działania jednostki, jak również kształtuje osobowość tej jednostki. Zadaniem wychowania jest udzielenie jednostce pomocy w harmonizowaniu jej rozwoju: w przezwyciężaniu zarówno poczucia małej wartości, jak dążenia do przewagi nad innymi, co zresztą z trudem się udaje. Szczególnie wartościowym terenem kompensacji poczucia małej wartości może być działalność społeczna, w której jednostka ma szansę wykazać swoją wartość. Teoria dążenia do przewagi i mocy okazała się zbieżna z ogłoszoną wcześniej teorią kratyzmu Władysława Witwickiego.
Zmarł na atak serca 28 maja 1937.

## Ważniejsze prace
- Praxis und Theorie der Individualpsychologie (1920)
- Studien uber die Minderwertigkeit von Organen (1920)
- Znajomość człowieka (1927)[4]
- Die Technik der Indwidual-psychologie (1928)
- Psychologia indywidualna w wychowaniu (1929)
- Problems of Neurosis (1930)
- Homoseksualizm (1930)
- Sens życia (1933)